# Heddada
Heddada est une commune de la wilaya de Souk Ahras en Algérie, située à environ 40 km à l'est de Souk Ahras, à la limite de la frontière tunisienne.

## Géographie

### Situation
Le territoire de la commune de Heddada se situe à l'est de la wilaya de Souk Ahras.
|         | Khedara    |                               |
| Merahna | Heddada    | Sakiet Sidi Youssef (Tunisie) |
|         | Sidi Fredj |                               |

### Localités de la commune
La commune de Heddada est composée de douze localités :
- Aïn Belkacem El Belloumi
- Azzalga
- Belania
- Bir Louhichi (chef lieu de la commune)
- Boulahia
- Demnat Fehel
- El Bir
- Eramlia
- Feghnet
- Feidj Ayad
- Lamnnier
- Oum Djeddour

## Administration
Le 13 mai 2020, le  wali de Souk-Ahras suspend le  président de l'APC, à la suite d'accusations de « faux et usage de faux, dilapidation des deniers publics, abus de fonction, élaboration de fausses décisions et octroi d’indus avantages dans les marchés publics ».